# Hawaii (film 1966)
Hawaii  è un film del 1966 diretto da George Roy Hill.

## Trama
Keoki, giovane principe hawaiano, dopo aver compiuto studi teologici presso una scuola del Massachusetts, nel 1820 domanda ed ottiene dalla Comunità l'invio di missionari nelle sue isole. Alla spedizione, dopo aver sposato Jerusha, prende parte il reverendo Abner Hale che si ferma presso la tribù di Keoki, dove viene accolto con entusiasmo dalla regina Malama. Ma il suo zelo e l'austero tipo di religione che propone gli fanno incontrare notevoli difficoltà. Ciononostante, Abner ottiene una legge in favore dell'infanzia disgraziata e riesce lentamente a far breccia. Anche per le giovani ottiene leggi che le proteggano dai marinai stranieri che fanno sosta al porto. Deve però sostenere diverse battaglie, come quando i marinai inferociti gli bruciano la chiesa, e trova il suo maggiore ostacolo nelle pagane usanze del luogo. Quando finalmente sembra che anche la morente Malama accetti la morale cristiana e che l'intera tribù sia incamminata verso la luce di Cristo, Abner viene rimosso. Ormai solo ed anche fisicamente abbattuto, siede sconsolato accanto alla tomba della moglie, quando un giovane hawaiano, da lui salvato tanti anni prima da sicura morte, compare accanto a lui e chiede di aiutarlo nell'evangelizzare i suoi compatrioti.

## Edizione italiana
La versione italiana del film è ridotta a 161 minuti, rispetto ai 189 dell'originale. Nel doppiaggio alcuni nomi sono italianizzati per lasciar comprendere la loro derivazione religiosa: così la protagonista diventa Ierusa (traduzione classica del nome biblico Jerusha) ed anche le sue sorelle (Charity e Mercy) vedono i loro nomi adattati in italiano (la prima viene quindi a chiamarsi Carità). Il primogenito della coppia protagonista, al contrario, si chiama Micah, nome che sulla nostra Bibbia viene tradotto con Michea, ma nell'edizione italiana del film si opta per Michael.

## Riconoscimenti
- 1967 - Golden Globe
  - Migliore attrice non protagonista a Jocelyne LaGarde
  - Migliore colonna sonora originale